# Lijst van ministers van koning Lodewijk XVI
Dit artikel geeft een overzicht van de verschillende ministers van koning Lodewijk XVI van Frankrijk. Zijn regering werd gekenmerkt door overgang van een absolute naar een constitutionele monarchie, bewerkstelligd door de Franse Revolutie. De eerste grondwettelijke bepalingen werden geconsolideerd in de negentien Articles de Constitution van 1 oktober 1789 en de volledige grondwet werd op 3 september 1791 van kracht.

## Overzicht
Aan het begin van zijn regeerperiode had Lodewijk XVI Jean Frédéric Phélypeaux de Maurepas als speciaal raadgever.

### Hoofdminister van staat
- 1774: René de Maupeou
- 1774-1776: Anne Robert Jacques Turgot
- 1776-1781: Jean-Frédéric Phélypeaux
- 1781-1787: Charles Gravier de Vergennes
- 1787-1788: Étienne Charles de Loménie de Brienne
- 1788-1789: Jacques Necker
- 1789: Louis Charles Auguste Le Tonnelier
- 1789-1790: Jacques Necker
- 1790-1791: Armand Marc de Montmorin Saint-Hérem

### Staatssecretaris bij het Huis van de Koning
- 1749-1775: Louis Phélypeaux de Saint-Florentin
- 1775-1776: Chrétien-Guillaume de Lamoignon de Malesherbes
- 1776-1783: Antoine-Jean Amelot de Chaillou
- 1783-1787: Louis Charles Auguste Le Tonnelier
- 1788-1789: Pierre Charles Laurent de Villedeuil
- 19 juli 1789 – 22 december 1790: François-Emmanuel Guignard de Saint-Priest .

### Staatssecretaris van Buitenlandse Zaken
- 6 juni 1771 – 2 juni 1774: Emmanuel Armand de Vignerot du Plessis
- 2 juni 1774 – 21 juli 1774: Henri Léonard Jean Baptiste Bertin
- 21 juli 1774 – 13 februari 1787: Charles Gravier de Vergennes
- 14 februari 1787 – 13 juli 1789: Armand Marc de Montmorin Saint-Hérem
- 13 juli 1789 – 16 juli 1789: Paul François de Quelen de la Vauguyon
- 16 juli 1789 – 29 november 1791: Armand Marc de Montmorin Saint-Hérem
- 29 november 1791 – 15 maart 1792: Claude Antoine de Valdec de Lessart
- 15 maart 1792 – 13 juni 1792: Charles François Dumouriez
- 13 juni 1792 – 18 juni 1792: Pierre Paul de Meredieu
- 18 juni 1792 – 23 juli 1792: Victor Scipion Charles Auguste de La Garde de Chambonas
- 23 juli 1792 – 11 augustus 1792: François Joseph Gratet de Du Bouchage
- 1 augustus 1792 – 10 augustus 1792: Claude Bigot de Sainte-Croix

### Staatssecretaris van Oorlog
- 1774-1775: Louis Nicolas Victor de Felix d'Ollières
- 1775-1777: Claude Louis de Saint-Germain
- 1777-1780: Alexandre Marie Léonor de Saint-Mauris de Montbarrey
- 1780-1787: Philippe Henri de Ségur
- 1787: Louis Auguste Le Tonnelier de Breteuil
- 1787-1788: Louis Marie Athanase de Loménie
- 1788-1789: Louis Pierre de Chastenet de Puységur
- 1789: Victor François de Broglie
- 4 augustus 1789 – 16 november 1790: Jean-Frédéric de La Tour du Pin Gouvernet
- 16 november 1790 – 7 december 1791: Louis Le Bègue Duportail
- 7 december 1791 – 9 maart 1792: Louis Marie de Narbonne-Lara
- 9 maart 1792 – 9 mei 1792: Pierre Marie de Grave
- 9 mei 1792 – 13 juni 1792: Joseph Servan
- 13 juni 1792 –18 juni 1792: Charles Francois Dumouriez
- 18 juni 1792 – 23 juli 1792: Pierre Auguste Lajard
- 23 juli 1792 – 10 augustus 1792: Charles-Xavier de Francqueville d'Abancourt

### Staatssecretaris van Marine
- 9 april 1771 – 20 juli 1774: Pierre Etienne Bourgeois de Boynes
- 20 juli 1774 – 24 augustus 1774: Anne Robert Jacques Turgot
- 24 augustus 1774 – 13 oktober 1780: Antoine de Sartine
- 13 oktober 1780 – 24 augustus 1787: Charles Eugene Gabriel de La Croix de Castries
- 25 augustus 1787 – 24 december 1787: Armand Marc de Montmorin Saint-Hérem
- 24 december 1787 – 13 juli 1789: César Henri de La Luzerne
- 13 juli 1789 – 16 juli 1789: Arnaud de La Porte
- 16 juli 1789 – 26 oktober 1790: César Henri de La Luzerne
- 26 oktober 1790 – 4 mei 1791: Charles-Pierre Claret de Fleurieu
- 17 mei 1791 – 18 september 1791: Antoine Jean Marie Thévenard
- 18 september 1791 – 7 oktober 1791: Claude Antoine de Valdec de Lessart
- 7 oktober 1791 – 16 maart 1792: Antoine Francois Bertrand de Molleville
- 16 maart 1792 – 21 juli 1792: Jean de Lacoste
- 21 juli 1792 – 10 augustus 1792: François Joseph de Gratet

### Staatssecretaris voor de beweerdelijk hervormde religie
- 1723-1775: Louis Phélypeaux van Saint-Florentin

### Kanselier van Frankrijk
- 16 september 1768 – 11 juli 1790: René Nicolas de Maupeou (na 1774 verliest hij de zegels aan de opeenvolgende zegelbewaarders)

### Bewaarder van de zegels van Frankrijk
- 18 september 1768 – 24 augustus 1774: René Nicolas de Maupeou
- 24 augustus 1774 – 8 april 1787: Armand Thomas Hue de Miromesnil
- l8 april 1787 – 14 september 1788: Christian François de Lamoignon de Bâville
- 17 september 1788 – 3 augustus 1789: Charles Louis François de Paule de Barentin
- 4 augustus 1789 – 21 november 1790: Jérôme Champion de Cicé
- 21 november 1790 – 23 maart 1792: Marguerite Louis Francois Duport-Dutertre
- 23 maart 1792 – 14 april 1792: Jean-Marie Roland de La Platière
- 14 april 1792 – 4 juli 1792: Antoine Duranthon
- 4 juli 1792 – 10 augustus 1792: Etienne de Joly

### Minister van Financiën
- 22 december 1769 – 22 december 1769 – 24 août 1774: Joseph Marie Terray
- 24 augustus 1774 – 12 mei 1776: Anne Robert Jacques Turgot
- 21 mei 1776 – 18 oktober 1776 : Jean Étienne Bernard Clugny de Nuits
- 21 oktober 1776 – 29 juni 1777: Louis Gabriel Taboureau des Réaux
- 29 juni 1777 – 19 mei 1781: Jacques Necker
- 21 mei 1781 – 29 maart 1783: Jean-François Joly de Fleury
- 29 maart 1783 – 1 november 1783: Henri d'Ormesson
- 3 november 1783 – 9 april 1787: Charles Alexandre de Calonne
- 10 april 1787 – 2 mei 1787: Michel Bouvard de Fourqueux
- 1 mei 1787 – 25 augustus 1788: Étienne Charles de Loménie de Brienne
- 3 mei 1787 – 31 augustus 1787: Pierre Charles Laurent de Villedeuil
- 31 augustus 1787 – 26 augustus 1788: Claude Guillaume Lambert
- 26 augustus 1788 – 13 juli 1789: Jacques Necker
- 13 juli 1789 – 16 juli 1789: Joseph François Foullon
- 13 juli 1789 – 16 juli 1789: Louis Auguste Le Tonnelier de Breteuil
- 16 juli 1789 – 4 september 1790: Jacques Necker
- 4 september 1790 – 4 december 1790: Claude Guillaume Lambert
- 4 december 1790 – 27 april 1791: Claude Antoine de Valdec de Lessart
- 27 april 1791 – 29 mei 1791: Claude Antoine de Valdec de Lessart
- 29 mei 1791 – 24 maart 1792: Louis Hardouin Tarbé
- 24 maart 1792 – 13 juni 1792: Étienne Clavière
- 13 juni 1792 – 18 juni 1792: Antoine Duranthon
- 18 juni 1792 – 29 juli 1792: Jules Émile François Hervé de Beaulieu
- 29 juli 1792 – 10 augustus 1792: René Delaville-Leroulx

### Grootkamerheer van Frankrijk
- 1747-1775: Godefroy Charles Henri de La Tour d'Auvergne
- 1775-1790: Henri Louis Marie de Rohan

### Grootmeester van Frankrijk
- 1740-1790: Louis Joseph de Bourbon

### Luitenant-generaal van de politie
- 1774-1775: Jean-Charles-Pierre Lenoir
- 1775-1776: Joseph d'Albert y Cornella
- 1776-1785: Jean-Charles-Pierre Lenoir
- 1785-1789: Louis Thiroux de Crosne